# Evaldo Cruz
Evaldo Cruz, znany jako Evaldo (ur. 12 stycznia 1945 w Campos) – piłkarz brazylijski, występujący podczas kariery na pozycji napastnika.

## Kariera klubowa
Evaldo karierę piłkarską rozpoczął w klubie Fluminense FC w 1962 roku. Z Fluminense zdobył mistrzostwo stanu Rio de Janeiro – Campeonato Carioca w 1964 roku. W 1966 roku przeszedł Cruzeiro EC. W Cruzeiro 8 sierpnia 1971 w wygranym 2-0 meczu z Coritiba Evaldo zadebiutował w lidze brazylijskiej. Z Cruzeiro zdobył Taça Brasil w 1966 oraz pięciokrotnie mistrzostwo stanu Minas Gerais – Campeonato Mineiro w 1966, 1967, 1968, 1969 i 1973 roku.
W 1974 roku miał epizod w Marílii AC, po czym powrócił do Cruzeiro. W Cruzeiro 30 listopada 1975 w wygranym 3-0 meczu z Nacionalem Manaus Evaldo po raz ostatni wystąpił w lidze. Ogółem w latach 1971–1975 w lidze brazylijskiej wystąpił w 25 meczach, w których strzelił 1 bramkę. Łącznie w barwach Cruzeiro rozegrał 294 spotkania, w których strzelił 111 bramek. Karierę zakończył w 1977 roku w Wenezueli w klubie Deportivo Italia.

## Kariera reprezentacyjna
Evaldo w reprezentacji Brazylii zadebiutował 11 sierpnia 1968 w wygranym 3-2 towarzyskim meczu z reprezentacją Argentyny. W tym meczu Evaldo w 8 min. strzelił pierwszą bramkę w meczu. Był to jedyny jego występ w reprezentacji.
W 1963 roku uczestniczył w Igrzyskach Panamerykańskich, na których Brazylia zdobyła złoty medal. Na turnieju w São Paulo Evaldo był rezerwowym i nie wystąpił w żadnym meczu.